# Crazy Frog Racer
Crazy Frog Racer est un jeu vidéo exclusivement européen et australien développé par Neko Entertainment et édité par Digital Jesters,. Un an plus tard, en 2006, une suite est sortie, intitulée Crazy Frog Racer 2.

## Système de jeu
Les joueurs font la course en tant que Crazy Frog, un personnage animé.

## Réception
Crazy Frog Racer a reçu des critiques généralement défavorables avec un score global de 28% par GameRankings pour la sortie PlayStation 2.